# Soutomaior
Soutomaior (Tiếng Galician và Tiếng Tây Ban Nha) là một đô thị trong tỉnh Pontevedra, Galicia, Tây Ban Nha.